# ريتشموند بي. هوبسون
ريتشموند بي. هوبسون هو ضابط وسياسي أمريكي، ولد في 17 أغسطس 1870 في غرينسبورو في الولايات المتحدة، وتوفي في 16 مارس 1937 في نيويورك في الولايات المتحدة. نشط حزبياً في الحزب الديمقراطي. وقد انتخب عضو مجلس النواب الأمريكي ‏.

## وصلات خارجية
- ريتشموند بي. هوبسون على موقع إن إن دي بي (الإنجليزية)